# Saint-Maurice-du-Désert
Saint-Maurice-du-Désert is een plaats en voormalige gemeente in het Franse departement Orne (regio Normandië) en telt 676 inwoners (1999). De plaats maakt deel uit van het arrondissement Argentan. Op 1 januari 2016 fuseerde Saint-Maurice-du-Désert met de gemeente La Sauvagère tot de gemeente Les Monts d'Andaine.  

## Geografie
De oppervlakte van Saint-Maurice-du-Désert bedraagt 11,3 km², de bevolkingsdichtheid is 59,8 inwoners per km².
De onderstaande kaart toont de ligging van Saint-Maurice-du-Désert met de belangrijkste infrastructuur en aangrenzende gemeenten.

## Demografie
Onderstaande figuur toont het verloop van het inwonertal (bron: INSEE-tellingen).